# Imunoterapia adoptivă celulară

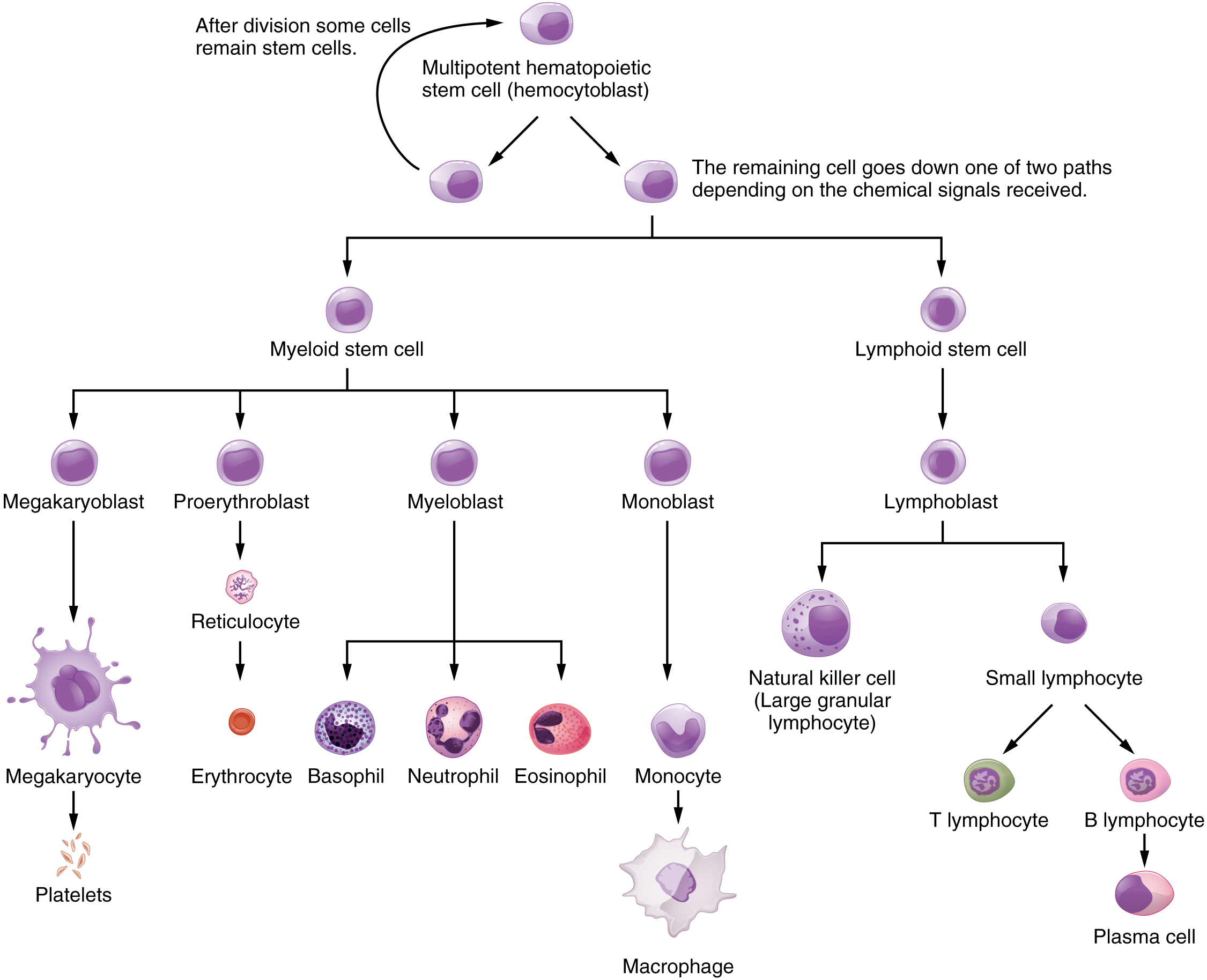
Linia de celule imune

Imunoterapia adoptivă celulară este un tip de imunoterapie. Celulele imune, cum ar fi celulele T, sunt de obicei izolate de la pacienți în scopuri de expansiune sau de inginerie și reinfuzate înapoi la pacienți pentru a lupta împotriva bolilor folosind propriul sistem imunitar. O aplicație majoră a terapiei adoptive celulare este tratamentul cancerului, deoarece sistemul imunitar joacă un rol vital în dezvoltarea și creșterea cancerului. Tipurile primare de imunoterapii celulare adoptive sunt terapiile cu celule T. Alte terapii includ terapia CAR-T, terapia CAR-NK, imunoterapia pe bază de macrofage și terapia cu celule dendritice.